# A szoba (film, 2019)
A szoba (eredeti cím: The Room) egy 2019-ben bemutatott angol-francia thriller, melyet Christian Volckman rendezett. A főszereplői Olga Kurylenko, Kevin Janssens, John Flanders, Joshua Wilson és Carole Weyers. A film premierje 2019. április 15-én volt a Brussels Nemzetközi Fantasztikus Filmfesztiválon. Magyarországon DVD-n jelent meg szinkronizálva 2020. június közepén.
A film középpontjában egy fiatal pár áll, akik felfedeznek egy titkos szobát, majd a módját az anyagi vágyaik teljesítéséhez, ám túl messzire mennek, amikor egy gyermeket kívánnak.

## Cselekmény
Egy fiatal pár, Matt és Kate Westministerbe költözik, ahol félreeső helyen egy felújításra szoruló, nagy udvarházat vásároltak. Beköltözéskor egy hatalmas acélajtót fedeznek fel, amely egy üres helyiségre nyílik. Miután gyakori áramkimaradást tapasztalnak a szobában, a pár villanyszerelőt hív, akitől megtudják, hogy a ház korábbi tulajdonosait a helyszínen meggyilkolták.
Aznap éjszaka Matt nem tud aludni, ezért egy üveg itallal a gyilkosságról szóló híradásokat böngészi az interneten. Megtudja, hogy az ismeretlen személyazonosságú gyilkost azóta is egy pszichiátriai intézményben kezelik. Betéved az üres szobába, és fennhangon egy újabb üveg alkoholra vágyik, ami azonnal ott terem a szoba padlóján. Másnap reggel Kate a szobában bukkan rá a férfira, akit rengeteg nagy értékű festmény vesz körbe. Arra ösztönzi a nőt, hogy vágyjon pénzre, amit a nő meg is tesz, és a kívánt milliókat látva ő is meggyőződik a szoba varázsáról. A következő néhány napban a legkülönfélébb dolgokat kívánva múlatják az időt. Kate végül egy kisbabát kíván, miután korábban kétszer is elvetélt.
Hamarosan azonban Matt rájön, hogy mindazt, amit kívánnak, nem vihetik ki a házból, mert gyorsan megöregszik és elporlad. Feleségének ezt nem árulja el, aki egy rövid kinti séta következményeként szembesül azzal, ahogy a babából, Shane-ből percek alatt fiatal gyermek lesz. Mindeközben a nő és a férfi egyre inkább eltávolodnak egymástól, Kate-ben az anyai ösztönök felülírják a varázslat ördögi mivoltával való szembesülést, Matt hiába igyekszik felnyitni a szemét, hogy Shane nem a gyermekük, csupán egy „délibáb”. Idővel a fiú is felfedezi a szobát és annak varázslatos mivoltát. Egy alkalommal megcsörren a telefon a házban, a korábban ott élt pár gyilkosa hívja a házat a pszichiátriai intézményből, és elmondja, hogy ő is hasonló délibáb, akit a korábban a házban élő pár kívánt magának. Azt is elárulja, hogy „szülei” halála szükséges volt, mert csak ezen az áron múlhatott el róla a gyors öregedés átka. Shane egy újabb kintlét alkalmával kamasszá válik, Kate iránti vágya ezt követően szinte a tébolyig fokozódik. A fiú végül egy erdőt kíván a szobába, közepén az udvarház másolatával, amelyben Matt alakját felvéve megerőszakolja Kate-et. A férj rájuk talál, igyekszik kimenekíteni feleségét, de Shane üldözőbe veszi őket. Matt a szobába varázsolt udvarház kívánságszobájában megduplázza magukat, ezzel Shane figyelmét sikeresen elterelik, aki a másolatházból éppen kilépni akaró pár klónjait megtámadja és Mattet késével leszúrja. Az igazi Kate és Matt időközben kijut a kívánságszobából, de Shane, aki rájött a cselre, ott is a nyomukban van. Ahogy korábban, rátámad a ház ajtaján kilépni készülő párra, de Matt magával rántja őt a szabadba, ahol Shane percek alatt öregemberré lesz, meghal, majd elporlad.
A filmet záró képsorokban egy hónappal később a fürdőszobájukban magába roskadt Kate-et látjuk, kezében egy pozitív terhességi teszttel.

## Szereplők
| Szerep              | Színész         | Magyar hang         |
| ------------------- | --------------- | ------------------- |
| Kate                | Olga Kurylenko  | Pikali Gerda        |
| Matt                | Kevin Janssens  | Kisfalusi Lehel     |
| Shane gyerekként    | Joshua Wilson   | Kelemen Noel        |
| Shane tinédzserként | Francis Chapman | Bergendi Áron       |
| John Doe            | John Flanders   | Petridisz Hrisztosz |
| Chet                | Vince Drews     | Bordás János        |
| Suzanne             | Marianne Bourg  |                     |
| Henry               | Oscar Lesage    | Szalay Csongor      |
| Mrs. Schaeffer      | Carole Weyers   | Bérces Gabriella    |
| Mr. Schaeffer       | Michaël Kahya   | Sipka Gábor         |

- Magyar szöveg: Bán Tibor
- Hangmérnök és vágó: Kassai Zoltán
- Gyártásvezető: Gémesi Krisztina
- Szinkronrendező: Kéthely-Nagy Luca
- A szinkront a Direct Dub Studios készítette.
- Produkciós vezető: Jávor Barbara.